# Třebovle
Třebovle – gmina w Czechach, w powiecie Kolín, w kraju środkowoczeskim. Według danych z dnia 1 stycznia 2013 liczyła 417 mieszkańców.

## Podział gminy
- Třebovle
- Borek
- Království
- Miškovice